# Rhene canariensis
Rhene canariensis är en spindelart som beskrevs av Peng X., Kim, Xie L. 1994. Rhene canariensis ingår i släktet Rhene och familjen hoppspindlar. Inga underarter finns listade i Catalogue of Life.